# Handen
Handen est un quartier de la ville de Stockholm. C'est le chef-lieu de la commune de Haninge mais ce n'est pas une localité à proprement parler puisqu'elle fait partie de Stockholm. 11 524 personnes y vivent.

## Personnalités liées au quartier
- Sarah Sjöström, nageuse